# Henry Brawley
Henry Alexander Brawley (ur. 7 października 1876 w Roxbury, zm. 11 lutego 1954 w Winthrop) – amerykański lekkoatleta, uczestnik igrzysk olimpijskich w Saint Louis w 1904 r.

## Występy na igrzyskach olimpijskich
Brawley wystartował tylko raz na igrzyskach olimpijskich w 1904. Wziął udział w maratonie. Zmagania biegaczy miały miejsce 30 sierpnia 1904. Brawley dobiegł do mety na 7. miejscu.

## Rekordy życiowe
- maraton – 3:08:11 (1906)